# 谢本书
谢本书（1936年5月—），四川邛崃人，中华人民共和国历史学家、滇史专家，享受国务院政府特殊津贴学者。

## 生平
谢本书1936年出生于四川邛崃，1949年入邛崃高级中学，因西南战役打响同年休学。1951年被分配至新津县财政部门工作，1954年因国家号召干部报考高等学校，谢本书报考并被云南大学历史系录取，1959年毕业。现任云南省社会科学联合会副主席、研究员，兼云南大学历史系教授，云南民族大学历史系教授，曾任《云南省志》副总纂、云南省社会科学院历史研究所所长。著有《北河军阀》、《话说北河军阀》、《袁世凯与北河军阀》、《唐继尧评传》、《近代滇史探索》、《龙云传》、《蔡锷传》、《护国运动史》、《云南近代史》等专著。